# Miniere toscane
La Toscana presentava un ventaglio di miniere attive veramente esteso. Dobbiamo considerare che la principale azienda che di fatto ha monopolizzato l'attività estrattiva in Italia, ossia la Montecatini, aveva la sede proprio in provincia di Pisa, in Montecatini Val di Cecina, che nel 1966 diventerà Montedison.
Le miniere di ferro della sezione orientale dell'Isola d'Elba, note e coltivate ininterrottamente fin dall'età
degli antichi liguri, greci ed etruschi, assicuravano la grande maggioranza della produzione italiana e avevano contribuito in maniera decisiva alla localizzazione di due impianti siderurgici, quello di Portoferraio e quello di Piombino.
Tutta o gran parte della pirite prodotta in Italia era ricavata dalle Colline Metallifere meridionali e dalle colline
grossetane. In particolar modo l'attività estrattiva della miniera di Gavorrano, col complesso locale dell'omonimo comune, a cui si sommavano le strutture di Ravi e di Rigoloccio, hanno rappresentato, fino all'inizio degli anni 80, una fonte importante di lavoro per la popolazione locale. Nella località di Ribolla si è estratto carbon-fossile per buona parte del XX secolo; qui il 4 maggio 1954 si ebbe uno degli incidenti minerari italiani più gravi, con la morte di 43 persone.
Il cinabro del Monte Amiata assicurava addirittura all'Italia il primo posto nel mondo per la produzione di mercurio.
Metà del salgemma italiano proveniva dai giacimenti della Val di Cecina.
Da millenni, dalle Alpi Apuane, si estrae marmo bianco, il marmo di Carrara, con un'attività che ricopre circa il 90% della produzione mondiale di marmo, offrendo un prodotto tipico che è il marmo bianco di Carrara.